# Fahren unter Einfluss psychoaktiver Substanzen

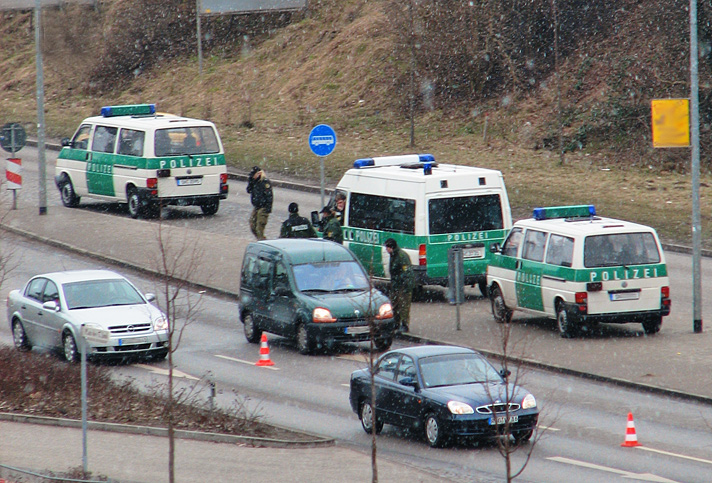
Verkehrskontrolle der Polizei am Rügendamm (2006)

Das Fahren unter dem Einfluss psychoaktiver Substanzen, die die Fahrtüchtigkeit beeinflussen (Alkohol, andere Drogen oder spezielle Medikamente) – Rechtsbegriff in Deutschland: „Trunkenheit im Verkehr“, in der Schweiz „Fahren in angetrunkenem Zustand“ (FiaZ) – ist in fast allen Ländern der Welt als Vergehen strafbar oder wird als Ordnungswidrigkeit geahndet (je nach Einwirkung und den Folgen). Die Sanktionen und strafrechtlichen Nebenfolgen bei Überschreiten der festgelegten Blutalkoholkonzentrationen und/oder Atemalkoholkonzentrationen und Fahrten unter Drogen- und Medikamenteneinfluss auf öffentlichen Straßen, Wegen und Plätzen unterscheiden sich jedoch von Land zu Land erheblich. Das erste nachweisbare Verwarnungsgeld wegen Trunkenheit am Steuer in Europa wurde am 10. September 1897 im Vereinigten Königreich gegen einen Taxifahrer verhängt.

## Wirkung von Alkohol im Straßenverkehr
In den europäischen Ländern gibt es unterschiedliche Grenzwerte, ab denen eine Fahrt unter Alkoholeinfluss strafbewehrt ist. Diese Nachweisgrenzen werden oft fälschlich so gedeutet, dass das Fahren „unterhalb“ erlaubt sei. Alkoholkonsumenten treffen ihre Fahrtentscheidungen häufig – entweder gewohnheitsmäßig, oder aufgrund aktueller Stressfaktoren – nicht anhand objektiver Fakten (Trinkmengen), sondern auf der Grundlage subjektiver Einschätzungen ihrer Fahrtüchtigkeit. Alkoholgewöhnte Menschen fühlen sich oft auch bei mehr als 1 ‰ und je nach Gewöhnungsgrad und Mageninhalt noch bei zwei und 2,5 ‰ fahrtüchtig. Derartige Fehleinschätzungen erklären die Gefährlichkeit des Alkohols im Straßenverkehr ebenso wie die (zweifelhafte, aber oft verfestigte) Lernerfahrung, dass Alkoholfahrten oftmals „gut gehen“, also nicht zum Unfall oder zur Verkehrsbehinderung führen (die sog. Dunkelziffer der unauffälligen Alkoholfahrten wird zwischen 1:300 und 1:2000 geschätzt; das Entdeckungsrisiko für den Trunkenheitsfahrer liegt bei 0,33 % bis 0,05 %). Menschen mit dieser Lernerfahrung stellen eine Hochrisikogruppe dar, da sie aus ihrer „persönlichen Dunkelziffer“ ableiten, dass das Fahren unter Alkoholeinfluss ungefährlich sei.
Beeinträchtigungen durch Alkohol beginnen bei einer geringen Dosis und nehmen mit fortschreitender Alkoholisierung zu. Sie sind am besten von allen Rauschmitteln erforscht.

### Veränderte Wahrnehmung unter Alkoholeinfluss
- Die Blendempfindlichkeit des Auges ist heraufgesetzt, weil sich die Pupillen der Augen bei plötzlichem Lichteinfall („entgegenkommendes“ Scheinwerferlicht) zu langsam schließen. Die meisten Alkoholfahrten finden nachts statt. Dies erhöht das Unfallrisiko erheblich.
- Die Entfernungsschätzung wird unzuverlässig, weil die Augenlinse unter Alkoholeinfluss nicht mehr schnell genug von nah auf fern umschaltet und umgekehrt. Der alkoholisierte Kraftfahrer fährt häufig zu dicht auf.
- Die Geschwindigkeitsschätzung wird infolge der schlechten Entfernungsschätzung ebenfalls unzuverlässig, da die Geschwindigkeit vom Gehirn aus der wahrgenommenen Entfernungsveränderung und der verstrichenen Zeit errechnet wird.
- Das Blickfeld wird eingeengt, der so genannte Tunnelblick tritt auf. Informationen von den Rändern des Sehfeldes (Fußgänger, seitlich herankommende Fahrzeuge) werden sehr viel schlechter wahrgenommen.

### Informationsverarbeitung
- Unter Alkoholeinfluss dauert die Informationsverarbeitung (Nerven/Gehirn) länger, beispielsweise bis ein wahrgenommener Sachverhalt als Gefahr erkannt wird.

### Eingeschränkte Handlungsfähigkeit
- Die Reaktionsgeschwindigkeit verlangsamt sich bereits bei kleinen Mengen, der Effekt verstärkt sich bei höheren Mengen. Bei Wahrnehmung der Gefahr ist die Reaktion verzögert.
- Die sichere Ausführung der notwendigen Reaktion ist – wenn sie schließlich erfolgt – erheblich schlechter. Betrunkene bremsen zum Beispiel deutlich härter, lenken ruckartiger, und das Gegensteuern gelingt nicht.

### Einfluss auf das Denken
Alkohol entspannt und enthemmt. Beim Fahren steigen das Selbstvertrauen und die Risikobereitschaft. Erhöhtes Selbstvertrauen bei herabgesetzter Leistungsfähigkeit führt zu mehr Fahrfehlern.

## Unfallrisiken unter Alkoholeinfluss
Alkohol ist der größte Risikofaktor im Straßenverkehr, sowohl die Häufigkeit wie die Schwere der Unfälle betreffend. Jährlich sterben weltweit weit mehr als eine Million Menschen an den Folgen von Verkehrsunfällen, pro Tag also ca. 4.000. So wurden im Jahr 2001 allein in Deutschland insgesamt knapp 65.000 Verkehrsunfälle registriert, bei denen Alkohol eine Rolle spielte. 909 Menschen kamen dabei ums Leben.
Die Folgen von Alkoholunfällen sind überdurchschnittlich schwer. Auf 1000 Verkehrsunfälle mit Personenschaden fallen im Mittelwert 16 Getötete, bei Alkoholunfällen dagegen 27 Getötete.
Nach den Statistiken des Verbandes der Haftpflichtversicherer ist in Deutschland jeder vierte schwere Verkehrsunfall auf den Einfluss von Alkohol zurückzuführen, trotz vielfacher Präventionsbemühungen und Aufklärungskampagnen und Kontrollen. Nur ein Bruchteil aller Fahrten unter Alkoholeinfluss wird durch Verkehrskontrollen entdeckt und bestraft.
Allerdings hat die Zahl der Todesopfer in den letzten Jahren deutlich abgenommen. So wurden im Jahr 2005 in Deutschland „nur noch“ 603 Personen bei alkoholbedingten Verkehrsunfällen getötet, also 11 % aller Verkehrstoten. 2014 sank die Zahl auf 260 Getötete.

## Darstellung des Themas in den Medien
Zum Thema „Fahren unter Einfluss“ gibt es umfangreiche Programme und Medienkampagnen, deren Wirkung jedoch in der Regel nicht evaluiert wird.
Ein aktuelles Beispiel für Kampagnen gegen das Fahren unter Alkoholeinfluss liefert das österreichische Bundesministerium für Verkehr, Innovation und Technologie mit dem Video Das erste Mal. Diese Kampagne startete am 6. November 2009.

## Rechtliche Regelungen
Schutzzweck der Sanktionierungen ist das Interesse der Allgemeinheit an der Sicherheit des Straßenverkehrs und zum Schutz vor erheblichen Gefahren für Leib und Leben. Des Weiteren greifen volkswirtschaftliche Überlegungen (Schäden für die Allgemeinheit).

### Promillegrenzen in Europa
Die bewehrten Promillegrenzen in den europäischen Ländern sind:
- in Deutschland:
  - 0,0 ‰ seit 1. August 2007: Absolutes Alkoholverbot für Fahranfänger in der Probezeit vor Vollendung des 21. Lebensjahres (OWi gem. § 24c StVG). Diese Ordnungswidrigkeit wird als schwerwiegende Zuwiderhandlung eingestuft und mit einer Geldbuße von 250 € und einem Punkt im Verkehrszentralregister in Flensburg geahndet, was nach § 2a Abs. 2 StVG zur Anordnung der Teilnahme an einem Aufbauseminar (Kosten: etwa 300 €) und zur Verlängerung der Probezeit um zwei Jahre führt.
  - 0,0 ‰: Für Fahrzeugführer, die gewerblich ein Kraftfahrzeug führen, für das ein Personenbeförderungsschein (Bus, Taxi) notwendig ist, gilt ein absolutes Alkoholverbot, ebenso für das andere im Fahrdienst eingesetzte Betriebspersonal (§ 8 Abs. 3 Ziff. 1 BOKraft).
  - 0,3 ‰: Bei schuldhafter Verwicklung in einen Verkehrsunfall oder alkoholtypischer Fahrweise erfolgt in der Regel der Entzug der Fahrerlaubnis, zumindest der vorläufige Entzug derselben durch die Polizei.
  - 0,5 ‰ im Blut oder 0,25 mg/l in der Atemluft (bei der Atemalkoholbestimmung) ohne Auffälligkeiten im Fahrverhalten: Fahrverbot, im Wiederholungsfall Überprüfung der Fahreignung im Rahmen einer MPU.
  - 1,1 ‰: Absolute Fahruntüchtigkeit (Fahreignung ist auch ohne Auffälligkeiten im Fahrverhalten nicht mehr gegeben): Verkehrsstraftat, Entzug der Fahrerlaubnis für mindestens sechs Monate zzgl. 3 Punkte. MPU in einigen Bundesländern.
  - 1,6 ‰ oder zweimaliges Fahren unter Alkoholeinfluss: Medizinisch-Psychologische Untersuchung vor Neuerteilung der Fahrerlaubnis. Ab 1,6 ‰ MPU auch bei einmaliger Fahrt mit dem Fahrrad.
- in Österreich:
  - 0,1 ‰ für Lenker von Lastwagen und Autobussen, für Moped- und Traktorfahrer bis 20 Jahre, sowie für Lenker von Personenkraftwagen bis 21 Jahren (in der Mehrphasenausbildung oder Probezeit) und Schüler und Lehrer in der praktischen Fahrausbildung
  - 0,5 ‰ für Kraftfahrzeug- und Kraftlenker
  - 0,5 ‰–0,79 ‰: Vormerkdelikt, Geldstrafe von 300 bis 3.700 €
  - 0,8 ‰–1,19 ‰: Geldstrafe von 800 bis 3.700 € und 3-stündiges Verkehrscoaching
  - 1,2 ‰–1,59 ‰: Geldstrafe von 1.200 bis 4.400 €, 15 Stunden Nachschulung und vier Monate Führerscheinentzug
  - 1,6 ‰ und darüber: Geldstrafe von 1.600 bis 5.900 €, 18 Stunden Nachschulung, Vorführung beim Amtsarzt, verkehrspsychologische Untersuchung und sechs Monate Führerscheinentzug
- in Italien:[4]
  - 0,0 ‰ Für Berufsfahrer von Transportfahrzeugen, Führerscheinneulinge unter 21 Jahren sowie Lenker von Lastwagen und Autobussen.
  - 0,5 ‰ bis 0,8 ‰ – Geldstrafe von 500 € bis 2000 €, Aussetzung des Führerscheins von 6 Monaten, für Inhaber eines italienischen Führerscheins: Abzug von 10 Punkten.
  - 0,8 ‰ bis 1,49 ‰ – Geldstrafe zwischen 800 € und 3200 €, Führerscheinentzug zwischen 6 und 12 Monaten, für Inhaber eines italienischen Führerscheins: Abzug von 10 Punkten.
  - über 1,5 ‰ – Geldstrafe zwischen 1500 € und 6000 €, Führerscheinentzug bis zu 24 Monaten (48 Monate wenn Fahrzeugführer nicht dem Fahrzeugbesitzer entspricht), Haftstrafe von 3 bis 6 Monaten laut StGB, Enteignung des Fahrzeuges wenn der Fahrzeugführer auch Fahrzeugbesitzer ist, für Inhaber eines italienischen Führerscheins: Abzug von 10 Punkten sowie endgültiger Führerscheinentzug im Falle der Rückfälligkeit innerhalb von zwei Jahren, Enteignung des Fahrzeuges wenn der Fahrzeugführer auch Fahrzeugbesitzer ist.
- in Polen:
  - 0,2 ‰ für alle Kraftfahrer (auch Fahranfänger)[5]
  - bis 0,5 ‰ handelt es sich um eine Ordnungswidrigkeit, die mit Geld- und Haftstrafe sowie Fahrverbot geahndet werden kann[6]
  - über 0,5 ‰ wird eine Geldstrafe bei Gericht verfügt, es drohen Fahrverbot und längere Haftstrafen.[7]
  - bis 2003 waren auch Haftstrafen für Fahrradfahrer üblich, seitdem gilt Trunkeinheit für Radfahrer nur noch als Ordnungswidrigkeit (maximal 30 Tage Arrest oder 5000 Złoty)[8]
- in Albanien, Moldawien, Rumänien, Ukraine, Ungarn, Estland, Slowakei und Tschechien: 0,0 ‰
- in Russland galt bis Mitte 2013 eine Promillegrenze von 0,0 ‰. Wegen vieler Beschwerden über fehlerhaft geeichte Messgeräte und entsprechender Fehlurteile gilt künftig ein Wert von 0,16 Promille in der Atemluft als zulässig. Allerdings wurden gleichzeitig die Strafen angehoben. So soll der erste Verstoß mit einer Geldstrafe von umgerechnet rund 755 Euro geahndet werden. Außerdem droht der Entzug des Führerscheins (18 bis 24 Monate). Wer ein zweites Mal mit Alkohol am Steuer erwischt wird, muss seine Fahrerlaubnis für drei Jahre abgeben und eine Strafe in Höhe von etwa 1150 Euro zahlen.[9]
- in Norwegen und Schweden: 0,2 ‰
- in Bosnien-Herzegowina, Belarus, Serbien: 0,3 ‰
- in Litauen: 0,4 ‰, Fahranfänger und Führer von Fahrzeugen über 3,5 Tonnen oder Omnibussen: 0,2 ‰
- in Belgien, Bulgarien, Dänemark, Finnland, Frankreich, Griechenland, Irland, Island, Kosovo, Kroatien, Lettland, Luxemburg, Nordmazedonien, Montenegro, den Niederlanden, Portugal, Schottland, Slowenien, Spanien, der Schweiz und der Türkei (nur bei PKW ohne Anhänger, ansonsten 0,0 ‰), Zypern: 0,5 ‰
- in England und Wales, Nordirland,  Liechtenstein und Malta: 0,8 ‰

### Deutschland
Das Strafgesetzbuch legt in § 316 StGB fest: „Wer im Verkehr […] ein Fahrzeug führt, obwohl er infolge des Genusses alkoholischer Getränke oder anderer berauschender Mittel nicht in der Lage ist, das Fahrzeug sicher zu führen, wird mit Freiheitsstrafe bis zu einem Jahr oder mit Geldstrafe bestraft…“. Bestraft wird auch, wer die Tat fahrlässig begeht, also nicht erkannt ist, dass er nicht in der Lage war, das Fahrzeug sicher zu führen, dies aber bei kritischer Selbsteinschätzung hätte erkennen können. 
Die Tat ist ein so genanntes abstraktes Gefährdungsdelikt, bestraft wird also die gefährliche Handlung an sich, auf eine konkrete Gefährdung kommt es nicht an. Werden die Gesundheit anderer Menschen oder fremde Sachen von erheblichem Wert konkret gefährdet, so ist die Tat nach § 315c StGB als Gefährdung des Straßenverkehrs mit höherer Strafe bedroht.
Die Strafbewehrung ist nicht auf Kraftfahrzeuge beschränkt. Auch wer beispielsweise mit einem Fahrrad, einem Pferdefuhrwerk oder einer Fahrradrikscha unter Alkoholeinfluss fährt, kann sich strafbar machen. Es heißt ferner „… oder anderer berauschender Mittel …“. § 316 StGB gilt also entsprechend auch für den Konsum bewusstseinsverändernder Rauschmittel oder Medikamente.
Die Neuerteilung der Fahrerlaubnis nach Entziehung wird in der Fahrerlaubnisverordnung für Alkohol, Cannabis und Betäubungsmittel/Medikamente getrennt behandelt: § 13 FeV betrifft die „Klärung von Eignungszweifeln bei Alkoholproblematik“, § 13a FeV die "Klärung von Eignungszweifeln im Hinblick auf Cannabisproblematik", § 14 FeV die „Klärung von Eignungszweifeln in Hinblick auf Betäubungsmittel und Arzneimittel“. Diese unterschiedliche Betrachtungsweise wird von Experten kritisiert, da es sich in allen Fällen um Rauschmittel handeln kann.

#### Fahren unter Einfluss von Alkohol
Die Promillegrenzen und ihre rechtlichen Folgen sind in Deutschland differenziert. Sie betreffen teils Straftatbestände, teils Ordnungswidrigkeiten.
Bei der Blutabnahme werden in der Regel alkoholbedingte Ausfallerscheinungen protokolliert. Dabei belegen unauffällige Erscheinungsbilder bei hoher BAK in der Regel eine hohe Alkoholgewöhnung bzw. Giftfestigkeit. Dies erklärt, dass viele Betroffene sich auch bei hohen Promillewerten unauffällig verhalten, sprechen und das Fahrzeug über längere Strecken unfallfrei bedienen. Die Alkoholgewöhnung mindert jedoch nicht das Unfallrisiko, da die Reaktionsfähigkeit in Gefahrensituationen aufgrund der erhöhten Reaktionszeiten stark eingeschränkt ist.
Der Bundesgerichtshof (BGH) legte 1953 erstmals eine Grenze von 1,5 Promille fest. Bis 1964 war das Überschreitens der Grenze allerdings nur strafbar, wenn es zu einer konkreten Gefährdung bzw. einem Unfall kam. 
1966 wurde die Grenze auf 1,3 Promille gesenkt, 1973 auf 0,8 Promille und 1998 auf 0,5 Promille verschärft.

##### 0,0-Promille-Grenze
Für Fahranfänger (mit einer in Deutschland erteilten Fahrerlaubnis innerhalb der Probezeit und Personen unter 21 Jahren) gilt ein absolutes Alkohol- und Cannabisverbot. Das Gesetz, mit dem das Alkoholverbot für Fahranfänger gilt, trat am 1. August 2007 in Kraft. Am 22. August 2024 wurde diese Regelung um das Cannabisverbot erweitert, das vorher für alle Fahrer galt.
Nach § 24c handelt ordnungswidrig, wer in der Probezeit nach § 2a StVG oder vor Vollendung des 21. Lebensjahres als Führer eines Kraftfahrzeugs im Straßenverkehr alkoholische Getränke zu sich nimmt oder die Fahrt antritt, obwohl er unter der Wirkung eines solchen Getränks steht. Dies bedeutet in jedem Fall ein Bußgeld von 250 € und 2 Punkte im Verkehrszentralregister in Flensburg. Befindet man sich außerdem noch in der Probezeit, so verlängert sich diese um 2 Jahre. Ferner kommt es, wegen des sogenannten „A-Verstoßes“, zu einem Aufbauseminar nach § 36 FeV. Dieses besteht aus einem Kurs mit einem Vorgespräch und drei Sitzungen von jeweils 180 Minuten Dauer in einem Zeitraum von zwei bis vier Wochen sowie der Anfertigung von Kursaufgaben zwischen den Sitzungen (Kosten: etwa 300 €). Eine Fristüberschreitung zum Aufbauseminar wird als Weigerung angesehen und hat den Entzug der Fahrerlaubnis zur Folge.

##### 0,3-Promille-Grenze und relative Fahruntüchtigkeit
Das Führen eines Fahrzeuges unter Alkoholeinfluss ist bei Fahruntüchtigkeit strafbar. Nach einer Entscheidung des BGH von April 1961 liegt („relative“) Fahruntüchtigkeit ab 0,3 ‰ vor, wenn es zu alkoholbedingten Ausfallerscheinungen oder Unfällen kommt. Ab dieser Grenze können alle mit einer Straftat verbundenen Konsequenzen eintreten (Geld- oder Freiheitsstrafe, Entzug der Fahrerlaubnis). Fehlt es dagegen an solchen Ausfallerscheinungen, etwa weil der Kraftfahrer trinkgewöhnt ist, kommt eine Strafbarkeit nicht in Betracht. Allerdings ist solche Trinkfestigkeit auch ein Indiz für ein eventuelles Alkoholproblem. Bei solchen Auffälligkeiten kann die Fahrerlaubnis auch – bei häufigem Auftreten – durch die Straßenverkehrsbehörde entzogen werden.
Eine Maßnahme, die alkoholbedingten Ausfallerscheinungen in einem Strafverfahren schriftlich darzustellen, ist der „Torkelbogen“. Darin hält man Beobachtungen wie Ausfallerscheinungen, äußeres Erscheinungsbild, Pupillenform, gerötete Augen, frische oder alte Alkoholfahne und Sprache (verwaschen etc.) fest. Dieses Schriftstück ist der Anzeige anhängig und gerichtsverwertbar. So ist der Bogen für das Strafverfahren nicht unbedeutend. Beispiel: Ein Beschuldigter hat einen hohen Promillewert, aber wenig Ausfallerscheinungen. So kann davon ausgegangen werden, dass es sich hier um einen Gewohnheitstrinker handelt, der u. U. trotz hohem Alkoholwert noch sein Handeln kontrollieren kann.

##### 0,5-Promille-Grenze

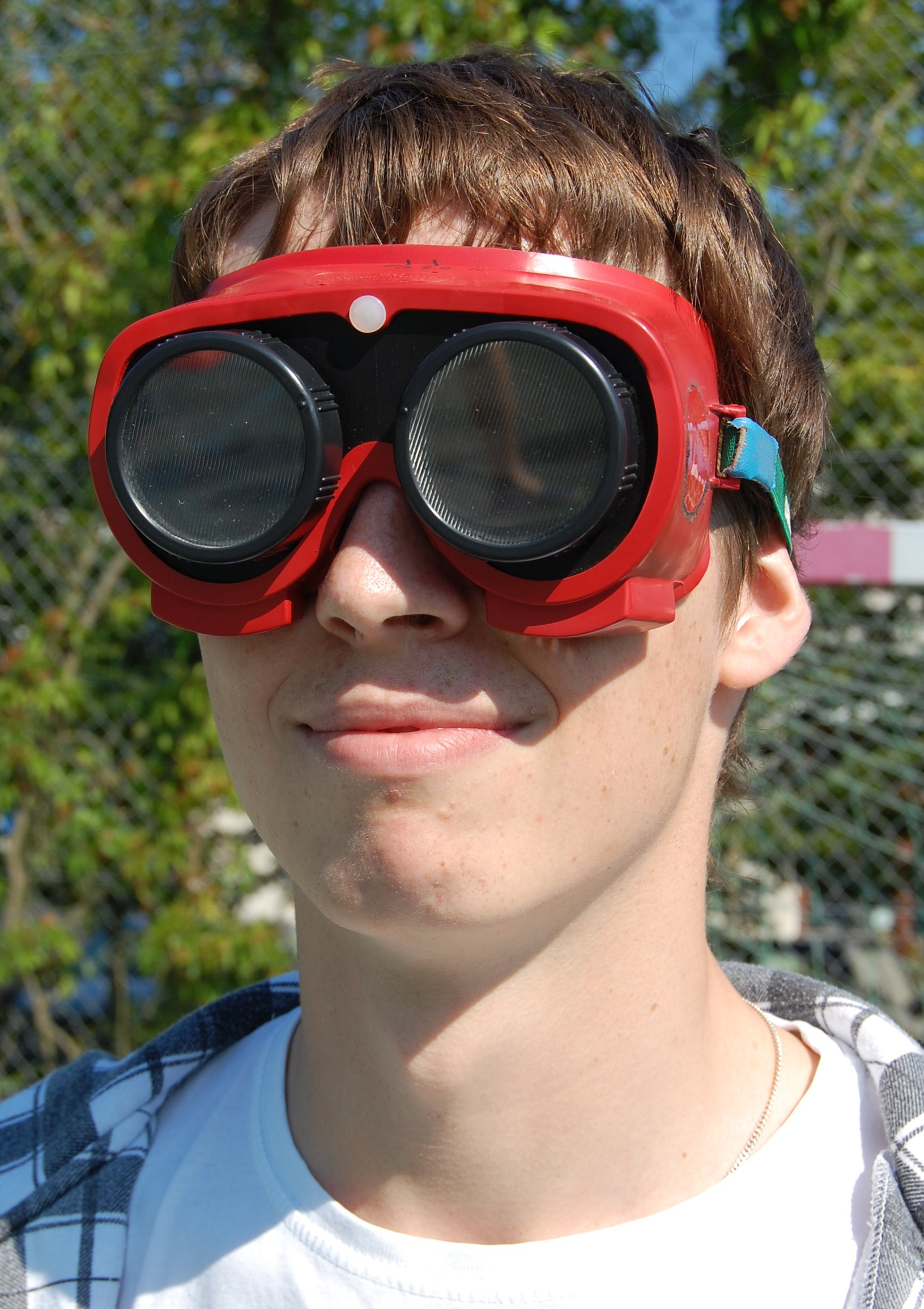
Eine 0,8-Promille-Rauschbrille zur Demonstration des Fahrens unter Alkoholeinfluss

Die 0,5 ‰-Grenze gilt seit dem 1. Mai 1998. Seit 1. April 2001 werden Verstöße gegen diese Grenze genauso hoch wie Verstöße gegen die frühere 0,8 ‰-Grenze, die seit 26. Juli 1973 gegolten hatte, geahndet (vom 1. Mai 1998 bis 31. März 2001 wurde der Verstoß milder geahndet, wenn die alte Grenze nicht überschritten worden war). 
Die in diesem Abschnitt behandelte Grenze hat zwar für das Strafrecht keine Bedeutung, beträgt die Blutalkoholkonzentration zum Zeitpunkt der Verkehrsteilnahme unter Alkoholeinfluss aber 0,5 ‰ oder mehr, so begeht der Fahrer die Ordnungswidrigkeit des § 24a StVG. Die Sanktionen sind Geldbuße (Regelsatz 500 €) und Fahrverbot (Regelsatz ein Monat) sowie zwei Punkte im Fahreignungsregister; die Regelsätze erhöhen sich bei Wiederholungstätern deutlich: auf 1000 € und drei Monate Fahrverbot samt Vorladung zur Medizinisch-Psychologischen Untersuchung beim zweiten Mal, beim dritten Mal auf 1500 € Geldbuße und drei Monate Fahrverbot.

##### 1,1-Promille-Grenze (absolute Fahruntüchtigkeit)
Absolute Fahruntüchtigkeit ist gegeben, wenn die Blutalkoholkonzentration (BAK) 1,1 ‰ oder mehr beträgt. Wenn dieser Grenzwert überschritten ist, handelt es sich in jedem Fall um eine Straftat gemäß § 316 StGB, ohne dass es auf Ausfallerscheinungen ankäme. Mögliche Sanktionen sind Geldstrafe (in der Regel mindestens 30 Tagessätze) oder Freiheitsstrafe bis zu einem Jahr, in der Regel Entziehung der Fahrerlaubnis mit einer Sperrfrist für die Wiedererteilung (beim Ersttäter meistens neun bis zwölf Monate, bei einschlägig vorbestraften Tätern möglicherweise deutlich länger) sowie drei Punkte im Fahreignungsregister. Bei einschlägig vorbestraften Tätern werden in der Praxis auch, je nach Rückfallgeschwindigkeit, deutlich höhere Geldstrafen oder Freiheitsstrafen mit oder – vor allem bei erneuter Tat in laufender Bewährungszeit – ohne Bewährung verhängt.
Von der Blutalkoholkonzentration zum Zeitpunkt der Blutentnahme darf auf die Blutalkoholkonzentration zur Tatzeit nach Maßgabe der Rechtsprechung des BGH wie folgt zurückgerechnet werden: Die ersten beiden Stunden vor der Blutentnahme bleiben außer Betracht, für die Zeit davor ist mit einem stündlichen Abbau von 0,1 ‰ zu rechnen. Beispiel: Wenn bei einer Tatzeit 20:00 Uhr die Blutentnahme um 24:00 Uhr einen Wert von 1,0 ‰ ergab, ist ab 22:00 Uhr mit einem stündlichen Abbau von 0,1 ‰ bis zur Tatzeit 20:00 Uhr zurückzurechnen, sodass sich eine Blutalkoholkonzentration zur Tatzeit von 1,2 ‰ ergibt.

##### Alkoholgewöhnung, relative Fahruntüchtigkeit
Im deutschen Straßenverkehrsrecht spielt die Frage der Alkoholgewöhnung eine nicht unerhebliche Rolle („relative Fahruntüchtigkeit“). Wer infolge seiner Trinkgewöhnung (Alkoholtoleranz) mit weniger als 0,5 ‰ unauffällig fährt, begeht keine Straftat und keine Ordnungswidrigkeit: Erst ab 0,5 ‰ gilt Fahren unter Alkoholeinfluss – auch ohne Ausfallerscheinungen – als Ordnungswidrigkeit, ab 1,1 ‰ stets als Straftat (§ 315c oder § 316 StGB).
Das Phänomen der Alkoholgewöhnung bedingt die weltweit hohe Zahl alkoholbedingter Verkehrsunfälle (= Hauptursache für Todesfälle im Straßenverkehr). Bei entsprechender Alkoholgewöhnung (Trinkfestigkeit) wird auch bei hoher Blutalkoholkonzentration keine alkoholbedingte Beeinträchtigung der Befindlichkeit mehr erlebt. Der stark alkoholgewöhnte Fahrer fühlt sich auch bei Promillewerten weit oberhalb von BAK 2,0 ‰ noch „fahrtüchtig“. Es fehlt – auch infolge der eingeschränkten Urteilsfähigkeit – das Unrechtsbewusstsein und die Einsicht in die Gefährlichkeit des Verhaltens. Die objektiv gegebene starke Einschränkung der Reaktions- und Aufmerksamkeitsleistung wird infolge der Alkoholgewöhnung nicht erkannt. Bei einer Dunkelziffer von ca. 1:500 ist die „Erfolgsquote“ zudem extrem hoch. Bei einer geringen Entdeckungswahrscheinlichkeit fehlen wirksame Anreize zu einer Verhaltensänderung.

##### Wiederholtes Fahren unter Alkoholeinfluss
Bei wiederholten Fahrten unter Alkoholeinfluss wird die Fahrerlaubnis auf dem Verwaltungswege entzogen. Vor einer Neuerteilung wird die Fahreignung überprüft.

##### Alkoholisiertes Fahren mit nicht-motorisierten Fahrzeugen
Bei nicht-motorisierten (also erheblich langsameren) Fahrzeugen liegt die Grenze zur absoluten Fahruntüchtigkeit bei 1,6 ‰. Ab diesem Wert lässt die Fahrerlaubnisbehörde vor der Erst- oder Neuerteilung der Fahrerlaubnis (eines motorisierten Fahrzeugs) stets die Fahreignung überprüfen. Dazu ist ein Gutachten einer amtlich anerkannten Begutachtungsstelle für Fahreignung beizubringen. Ist der Fahrradfahrer (noch) im Besitz einer Fahrerlaubnis (für ein motorisiertes Fahrzeug), wird diese entzogen, wenn das Gutachten nicht positiv ausfällt. Hierbei ist jedoch zu beachten, dass Gutachter bei 1,6 ‰ von einer Alkoholgewöhnung ausgehen und eine positive Begutachtung nur bei einer dauerhaften Umstellung der Trinkgewohnheiten erfolgen kann. Da eine dauerhafte Umstellung erst nach 12 Monaten festgestellt werden kann, muss von Seiten des Gutachters mindestens ein Jahr zwischen der Trunkenheitsfahrt und der MPU liegen. Im Interesse der Allgemeinheit liegt es aber, möglichst schnell eine Einschätzung des potenziell gefährlichen Verkehrsteilnehmers zu erhalten, weshalb eine MPU in der Regel früher gefordert wird und damit nahezu zwangsläufig zum Führerscheinentzug führt.
Wird eine solche Alkoholfahrt auf dem Fahrrad noch vor der Fahrerlaubnisprüfung aktenkundig (z. B. bei Jugendlichen), kann die Fahrerlaubnisbehörde später, wenn der Betreffende seinen Führerschein erwerben will, ein solches Gutachten anordnen.

##### Fahren unter Einfluss von Cannabis
Seit 22. August 2024 gilt ein Grenzwert von 3,5 Nanogramm Tetrahydrocannabinol je Milliliter Blutserum. Für Fahrer unter 21 Jahren und Fahranfänger in der Probezeit (unabhängig von ihrem Alter) bleibt es beim absoluten Verbot. 

#### Fahren unter Einfluss von illegalen Drogen (bis 2024 einschließlich Cannabis)
Bei Fahrten unter Einfluss von Cannabiskonsum hatte sich in der gerichtlichen Praxis ein Wert von 1 ng/ml als definierte Grenze der Fahrtüchtigkeit durchgesetzt (vgl. jetzt oben). Für andere Substanzen werden andere Werte als Grenze der Fahrtüchtigkeit empfohlen: Morphin (10 ng/ml), BZE (75 ng/ml), MDMA (25 ng/ml), MDE (25 ng/ml), Amphetamin (25 ng/ml). Es handelt sich insoweit um Empfehlungen der Grenzwertkommission vom 20. November 2002. Diese analytischen Grenzwerte sind nicht automatisch Grenzwerte, unter denen ein Führen von Fahrzeugen erlaubt ist (also Gefahrengrenzwerte). In der Praxis wird das aber, zumindest für Cannabis, meist so gehandhabt (BVerfG, 21. Dezember 2004). Dies gilt aber nur für Verurteilungen nach § 24a StVG, nicht für § 316 StGB. Da es keine verbindlichen Grenzwerte gibt, liegt eine Straftat nur dann vor, wenn zum Drogenkonsum eine Ausfallerscheinung dazu kommt, die auf den Drogenkonsum zurückzuführen ist, beispielsweise ein kausaler Fahrfehler. Allein die Tatsache, dass ein Drogenkonsument gerötete Augen hat, ist für sich genommen nicht ausreichend. Bereits nach einer Fahrt unter Cannabiseinfluss kann die Fahrerlaubnis, wenn der Wert über 1 ng/ml liegt auf längere Zeit eingezogen werden.
Eine besondere Beachtung muss bei den Angaben zu Cannabis im Blut in Deutschland berücksichtigt werden. International, z. B. in der Schweiz, werden Angaben im Gesamtblut, in Deutschland dagegen im Blutserum bestimmt, womit sich die Konzentration erhöht und letztlich zu einem mehr als doppelt so hohen Wert führt.

Neue THC-Grenzwerte seit 2024
Seit dem 22. August 2024 gilt in Deutschland ein neuer THC-Grenzwert von 3,5 Nanogramm pro Milliliter Blutserum. Dieser Grenzwert ersetzt die vorherige Grenze von 1 ng/ml, die vielfach kritisiert wurde, da sie keinen klaren Bezug zur tatsächlichen Fahrtüchtigkeit aufwies. Die neue Regelung wurde eingeführt, um den Umgang mit Cannabis im Straßenverkehr zu vereinfachen, insbesondere im Hinblick auf die Legalisierung von Cannabis für den privaten Gebrauch im April 2024. Für Fahranfänger und Personen unter 21 Jahren gilt weiterhin ein absolutes Cannabisverbot am Steuer. Bei Mischkonsum von Cannabis und Alkohol greifen erhöhte Sanktionen.

„Nach dem Rauchen von Cannabis erreicht der THC-Spiegel im Blut bereits nach fünf bis zehn Minuten sein Maximum, fällt dann aber innerhalb der ersten Stunde rasch wieder ab. In einer Studie von Huestis et al. (1992) lag der THC-Wert drei bis vier Stunden nach dem Rauchen eines 34 mg THC Joints (entspricht einer eher starken Dosis) bei allen Versuchspersonen zwischen 1 und 4 ng/ml Blut. Das Abbauprodukt THC-COOH ist noch Tage bis Wochen im Blut und insbesondere im Urin nachweisbar und gibt demzufolge keine Auskunft über die aktuelle Beeinträchtigung. Außerdem konnten Skopp et al. (2003) zeigen, dass geringe THC-Konzentrationen selbst bei gelegentlichen Konsumenten noch bis zu 48 Stunden nach dem Konsum nachweisbar sind, zu einer Zeit, zu der keine Wirkungen mehr zu erwarten sind. Aus den dargestellten Forschungsergebnissen geht hervor, dass Beeinträchtigungen, die für die Verkehrssicherheit von Bedeutung sein können, v.a. mit höheren THC-Konzentrationen und in den ersten drei Stunden nach Rauchbeginn auftreten. Doch auch nach dieser Zeit, wenn die Wirkung von THC bereits nachgelassen hat, sind geringe THC-Konzentrationen im Blut noch nachweisbar. Die Nulltoleranzgrenze, wie sie im Verkehrsrecht festgelegt ist, ist demnach aus wissenschaftlicher Sicht nicht haltbar und kann vielmehr als Teil der generellen Drogenprävention und der Gesundheitspolitik angesehen werden. Dagegen könnte eine Grenze, die beeinträchtigte von unbeeinträchtigten Fahrern trennen würde (entsprechend 0,5‰ Alkohol) und auf den gezeigten empirischen Befunden beruht, bei 7 bis 8 ng THC/ml Serum liegen. Ein Grenzwert, unterhalb dessen die Frage einer Fahrunsicherheit nicht diskutiert werden sollte (entsprechend 0,3‰ Alkohol), könnte bei 3 ng THC/ml Serum liegen.“

Nach § 24a StVG handelt ordnungswidrig, wer unter der Wirkung eines in der Anlage zu dieser Vorschrift genannten berauschenden Mittels im Straßenverkehr ein Kraftfahrzeug führt. Eine solche Wirkung liegt vor, wenn eine in der Anlage „Liste der berauschenden Mittel und Substanzen“ genannte Substanz im Blut nachgewiesen wird: Heroin / Morphin, Morphin / Morphin, Kokain / Benzoylecgonin, Kokain / Kokain, Amphetamin / Amphetamin, Designer-Amphetamin / Methylendioxyamphetamin (MDA), Designer-Amphetamin / Methylendioxyethylamphetamin (MDE), Designer-Amphetamin / Methylendioxymethamphetamin (MDMA), Metamphetamin / Metamphetamin.
Die Folgen sind erheblich. Nach dem Entzug der Fahrerlaubnis wird regelmäßig vor der Neuerteilung eine Medizinisch-Psychologische Untersuchung gefordert. Entsprechendes gilt für Inhaber der Fahrerlaubnis, um zu klären, ob eine Drogenabhängigkeit, Drogenmissbrauch oder ein gewohnheitsmäßiger Konsum vorliegt. Ausnahmen und bestimmte Toleranzgrenzen gelten wie üblich im Fall von Fahren unter Alkoholeinfluss, die beeinträchtigende Wirkung von Nikotin auf das Fahrverhalten wird vernachlässigt. Die Kosten der Untersuchung liegen zwischen 500 und 650 € und sind vom Betroffenen zu tragen.
Zusätzlich werden in der Regel mehrere qualitätsgesicherte (gerichtsverwertbare) Urin- oder Haaranalysen über den Zeitraum von einem halben bis einem Jahr gefordert. Eine gründliche Auseinandersetzung mit den Ursachen des Drogenkonsums und den Voraussetzungen für eine dauerhafte Drogenabstinenz ist vor Durchführung einer MPU sehr zu empfehlen, Ausnahmen gibt es auch hier für Alkohol. Dafür gibt es vielfältige verkehrspsychologische Angebote.

#### Fahren unter Einfluss von Medikamenten
Etwa 20 % der zugelassenen Medikamente können die Fahrtüchtigkeit negativ beeinflussen. Beispielsweise finden sich bei gut 10 % aller Unfallverursacher Benzodiazepine im Blut, teils kombiniert mit Alkohol oder anderen Drogen. Neben den Medikamenten, die auf die Psyche wirken, können auch Schmerz- und Diabetes-Medikamente Einfluss nehmen. Der Arzt und der Apotheker sind verpflichtet, Patienten über Risiken bei der Fahrtüchtigkeit zu informieren. Mit Schmerzmitteln behandelnde Ärzte können einen Opioid-Ausweis über die gesetzeskonforme Einnahme von verkehrs- und verschreibungsfähigen Betäubungsmitteln ausstellen.

#### Rechtsprechung
(unvollständig)
- Alkoholverbot für Fahranfänger und Fahranfängerinnen (§ 24c StVG) bei weniger als 0,15 ‰: Oberlandesgericht Stuttgart, Beschluss vom 18. März 2013[26]
- Absolute Fahruntüchtigkeit BAK von 1,1 ‰:

  - BGH, Beschluss vom 28. Juni 1990[27]
  - Erweiterung: BayObLG, Entscheidung vom 26. September 1972[28]
  - Erweiterung motorisierte Schifffahrt: Brandenburgisches Oberlandesgericht, Urteil vom 11. Juni 2008[29]
- (Bedingter) Vorsatz: Oberlandesgericht Düsseldorf, Urteil vom 19. April 1994[30]

- Atemalkoholwert und Blutalkoholkonzentration:[31] Oberlandesgericht Zweibrücken, Beschluss vom 27. September 2001[32]
- Fahrer motorisierter Krankenfahrstühle (§ 4 Abs. 1 Satz 2 Nr. 2 FeV), die nach dem Pflichtversicherungsgesetz zu versichern und mit einem Versicherungskennzeichen gemäß § 52 Abs. 1 Satz 1 FZV zu versehen sind: 1,1 ‰, Oberlandesgericht Nürnberg, Beschluss vom 13. Dezember 2010[33]
- Alkohol außerhalb des Verkehrs und MPU bei Personenbeförderungsschein:[34] Verwaltungsgerichtshof Baden-Württemberg, Beschluss vom 29. Juli 2002[35]

### Österreich
Ein Kraftfahrzeug mit nicht mehr als 7,5 Tonnen höchstem zulässigem Gesamtgewicht darf nur in Betrieb genommen oder gelenkt werden, wenn beim Lenker der Alkoholgehalt des Blutes weniger als 0,5 mg/g (0,5 ‰) oder der Alkoholgehalt der Atemluft weniger als 0,25 mg/l beträgt. Dieser Wert wurde nach langen Diskussionen – etwa mit dem Hinweis auf mögliche Einnahmenverluste im Weinbau- und Gastronomiebereich – von einst 0,8 mg/g gesenkt; für bestimmte Fahrzeugarten wie etwa beim Lenken eines Fahrrades gilt dieser Grenzwert nach wie vor.
Während der Probezeit (bis zum vollendeten 21. Lebensjahr bzw. drei Jahre ab Erwerb der Lenkberechtigung) darf ein Lenker maximal 0,1 ‰ Alkohol im Blut haben. Dies bedeutet praktisch Alkoholverbot, da ein solcher Wert bereits durch natürliche Verdauung erreicht werden kann. Diese Grenze gilt außerdem generell beim Lenken von LKW ab 7,5 t und Bussen. Eine Ausnahme gilt einzig für Besitzer des umgangssprachlichen roten Führerscheins. Diesen erhalten Mitglieder der Feuerwehr, sofern sie die notwendige Ausbildung zum Lenken solcher Fahrzeuge nachweisen können.
Das Lenken eines Fahrzeuges in alkoholisiertem Zustand kann Geldstrafen sowie bei Werten ab 0,8 ‰ einen vorübergehenden Entzug der Lenkberechtigung (mindestens 4 Wochen) zur Folge haben; ab einem Wert von 1,2 ‰ wird zusätzlich der Besuch einer Nachschulung und ab 1,6 ‰ oder der Verweigerung des Alkoholtestes außerdem ein amtsärztliches Gutachten vorgeschrieben.
Kommt es zu einem Unfall, so kann jedoch jeder messbare Alkoholgehalt rechtliche Folgen haben, bis hin zu gerichtlichen Strafen. Bei schweren Unfällen sind oftmals einige Monate bedingte Haft üblich, seltener unbedingte, was manchmal als zu niedrig kritisiert wird. In jedem Fall behalten sich Versicherungen bei jeglichem messbaren Alkoholgehalt vor, leistungsfrei zu bleiben.
Alkoholkontrollen fanden in der Vergangenheit eher selten und nur schwerpunktmäßig statt (mit so genannten „Alkomaten“). Seit 2006 sind so genannte „Vortestgeräte“, mit denen sich ein allfälliger Verdacht auf Alkoholisierung sehr schnell erhärten oder widerlegen lässt, im Einsatz. Damit ist eine wesentlich höhere Anzahl an Kontrollen pro Stunde möglich. Bei Unfällen mit Personenschaden wird bei allen beteiligten Personen eine Kontrolle des Gehaltes an Alkohol in der Atemluft vorgenommen.

### Schweiz

#### Bis 31. Dezember 2004
Bis zum 31. Dezember 2004 hatte die Schweiz neben vier weiteren Ländern europaweit die höchste Grenze, ab der der Tatbestand der Angetrunkenheit gegeben war. Diese Grenze lag bei 0,8 ‰. Wurde diese Grenze überschritten, so war es keine Übertretung, sondern ein strafrechtliches Vergehen. Bei einem Pegel von über 0,8 ‰ konnte, bei über 1,0 ‰ musste der Fahrausweis entzogen (mindestens zwei Monate, bei Wiederholung mindestens ein Jahr) werden und es wurde häufig eine Haftstrafe (3 Tage bis 3 Jahre), begleitend von einer Buße (bis 40'000 CHF) verhängt. Ein Alkoholgehalt von unter 0,8 ‰ konnte unter gewissen Umständen schon als Vergehen geahndet werden. Dies war vor allem dann der Fall, wenn es unter Alkoholeinfluss zu Unfällen kam.
Wenn der Fahrer durch Freunde, Gastwirte etc. zum Trinken ermuntert wurde und die Möglichkeit bestand, dass der Betroffene anschließend Auto fährt, so wurden diese als Mittäter strafrechtlich verfolgt.
Aus dem Art. 91, Abs. 1 SVG: Wer in angetrunkenem Zustand ein Motorfahrzeug führt, wird mit Gefängnis oder mit Busse bestraft.

#### Seit 1. Januar 2005
Der Grenzwert für „einfache Trunkenheit“ liegt seit 2005 bei 0,5 ‰. Übertretungen werden mit einem Bußgeld geahndet, es erfolgt jedoch nicht zwingend ein Fahrausweisentzug. Ab 0,8 ‰ muss der Fahrausweis für mindestens drei Monate abgegeben werden, im Wiederholungsfall für mindestens zwölf Monate. Wenn in einem Unfall die Trunkenheit eine Rolle gespielt haben könnte, so sind Folgen auch bei einem Alkoholgehalt von unter 0,5 ‰ möglich.
Die obigen Regelungen gelten auch für das Fahrradfahren. Wird einem Fahrradfahrer Trunkenheit nachgewiesen, so kann nebst dem Fahrradverbot auch sein Autoführerschein entzogen werden, falls die Trunkenheitsfahrt mit dem Fahrrad auf ein Alkoholproblem schließen lässt (sog. Sicherungsentzug).
Gleichzeitig trat Anfang 2005 die anlassfreie Atemalkoholkontrolle in Kraft. Sie gibt der Polizei die Möglichkeit, ohne konkreten Anlass (zum Beispiel auffälliges Fahrverhalten oder Alkoholgeruch) eine Alkoholkontrolle durchzuführen.
Zudem gilt seitdem eine Nulltoleranz beim Konsum von nicht legalen Drogen wie Marihuana, Kokain oder Heroin.

#### Seit 1. Januar 2014
Im Rahmen des Verkehrssicherheitsprogramms Via sicura wurde neben anderen Maßnahmen für bestimmte Personengruppen das Fahren unter Alkoholeinfluss verboten (Grenzwert 0,1 Promille). Das faktische Alkoholverbot gilt für Neulenkende (Inhaber Führerausweis auf Probe), Fahrschüler und deren Begleitpersonen und für Berufschauffeure von Lastwagen und Bussen.

### Fürstentum Liechtenstein
In Liechtenstein gilt der Grenzwert von 0,8 ‰ und die Regelungen sind ähnlich wie in der Schweiz vor dem 1. Januar 2005. Das Fürstentum zog an diesem Datum jedoch nicht mit der Schweiz nach. Langfristig ist allerdings ein Absenken geplant. Liechtenstein möchte jedoch zuerst Erfahrungen im Zusammenhang mit der Absenkung in der Schweiz einsammeln.

### Frankreich
In Frankreich gilt die Grenze von 0,5 ‰. Mit 1. Juli 2012 trat die gesetzliche Verpflichtung, ein Alkoholteströhrchen im Auto oder auf dem motorisierten Zweirad mitzuführen, in Kraft. Zuwiderhandlungen sollten mit Geldbußen bestraft werden. Dieses Röhrchen ist für maximal 5 € an Tankstellen, Supermärkten und in Drogerien erhältlich und soll Auto- oder Kraftradfahrern zur Selbsttestung dienen. Von Kritikern dieser Gesetzesregelung wurde jedoch argumentiert, dass gerade alkoholisierte Fahrer sehr genau wüssten, dass sie alkoholisiert seien und dieses Röhrchen daher nicht verwenden würden. Außerdem wurde ihre Zuverlässigkeit bei extremen Temperaturen in Frage gestellt. Die Regelung wurde daher im Februar 2013 gekippt. Das Mitführen von Alkoholteströhrchen ist seither nicht mehr erforderlich.

### Schweden
In Schweden gilt ein Grenzwert von 0,2 ‰. Alkomattests werden auch ohne vorherigen Verdacht durchgeführt. Bei Überschreitung des Grenzwerts wird eine Geldstrafe oder eine Haftstrafe von bis zu 6 Monaten verhängt.
Für „schwere Trunkenheit“ am Steuer wird eine Haftstrafe von bis zu 2 Jahren verhängt. Der Grenzwert hierfür ist nicht genau festgelegt, aber Verurteilungen sind ab 1,0 ‰ üblich.

## Weitere Länder

### Australien
In Australien gilt ein Grenzwert von 0,5 ‰. Für Fahranfänger und Fahrer unter 20 Jahren 0,0 ‰. Die Strafen unterscheiden sich allerdings in den einzelnen Bundesstaaten deutlich voreinander.

### Neuseeland
In Neuseeland gilt ein Grenzwert von 0,5 ‰. Für Fahranfänger 0,0 ‰.

### Südafrika
In Südafrika gilt ein Grenzwert von 0,5 ‰.

### Mexiko
In Mexiko gilt ein Grenzwert von 0,8 ‰.

### Vereinigte Staaten
2002 gab es in den Vereinigten Staaten über 500.000 Unfälle mit 17.000 Todesfällen als Folge von Trunkenheit im Verkehr. Zu den schwersten Unfällen zählt der Verkehrsunfall auf dem Taconic State Parkway im Juli 2009.
In allen US-Staaten gilt ein Grenzwert von 0,8 ‰ (driving under the influence: DUI). In den 1980er Jahren lag der Grenzwert teilweise noch bei 1,2 ‰. Ab 0,5 ‰ liegt eingeschränkte Fahrtauglichkeit vor (Driving with Impaired Ability). Neben DUI sind die Bezeichnungen/Straftaten driving while intoxicated or impaired (DWI), operating [a] vehicle under the influence of alcohol (OVI) und operating while impaired (OWI) etabliert.
Anders als im deutschsprachigen Raum kann der zur DUI-Verhaftung führende Verkehrsstopp nicht verdachtsunabhängig erfolgen, da nach dem 4. Zusatzartikel (Amendment) der Verfassung der Bürger von polizeilicher Durchsuchung grundsätzlich immun ist. Der Delinquent muss sich also durch regelwidriges Fahrverhalten auffällig gemacht haben. Es müssen zusätzlich deutliche Hinweise auf Alkoholkonsum vorliegen (z. B. alkoholisierter Atemgeruch). Als nächster Schritt folgt die Kontrolle der motorischen Funktionen des Fahrers im so genannten Field Sobriety Test (z. B. das Stehen auf einem Bein). Atemalkoholgeräte werden nur selten eingesetzt, da diese einerseits als ungenau gelten und man andererseits die tatsächlichen Fahrfähigkeiten begutachten möchte. Kritiker der Methode sehen allerdings die Gefahr, dass selbst nüchterne Personen Schwierigkeiten bei der Durchführung des Tests haben könnten.
Im Verdachtsfall wird der Fahrer in Handschellen zur Polizeistation überführt, wo der Promillegehalt zuverlässig überprüft wird. Bei Bestätigung wird ihm in der Regel ein Angebot gemacht, das bei schriftlicher Schulderklärung z. B. von der Verurteilung wegen eines zusätzlichen Vergehens (das zum Verkehrsstopp geführt hatte) absieht. Andernfalls kommt es zur Gerichtsverhandlung.
Die Strafen für DUI sind in einzelnen Staaten unterschiedlich, im Allgemeinen jedoch recht hoch. Neben Bußgeld und Führerscheinentzug kommen Kosten für das Verfahren, höhere Versicherungsprämien sowie ein erzieherischer Kurs hinzu, der auch vollständige Abstinenz für einen Bewährungszeitraum voraussetzt. Die Gesamtkosten können sich damit auf einige tausend Dollar belaufen. Es besteht allerdings ein relativ hoher rechtlicher Spielraum zur Anfechtung der Verurteilung, der sich aus potentiellen Fehlern seitens der Polizeibeamten bei der Durchführung der Verhaftung ergibt. Viele Anwälte sind auf Verfahren dieser Art spezialisiert.
In New York ist seit 2009 ein Child Passenger Protection Act (bekannt als „Leandra’s Law“) in Kraft, nach dem Personen sich strafbar machen, die unter Einfluss von Alkohol oder anderen Drogen ein Fahrzeug führen, in dem Kinder im Alter von unter 16 Jahren mitfahren. New Yorker Gerichte können anordnen, dass Fahrer, denen ein erschwerter Fall von DUI vorgeworfen wird, mindestens ein Jahr lang nur noch dann ein Fahrzeug führen dürfen, wenn darin eine Alkohol-Zündschlosssperre eingebaut ist. Die Kosten für Anschaffung und Einbau trägt der Fahrer. Fahrer, die jünger als 21 Jahre sind und beim Fahren einen Blutalkoholwert von mehr als 0,2 ‰ haben, müssen im Falle eines Erstverstoßes 6 Monate lang ihren Führerschein abgeben („Zero Tolerance Law“); beim zweiten Verstoß wird die Fahrerlaubnis für 12 Monate eingezogen, höchstens aber bis der Fahrer das 21. Lebensjahr vollendet. Hinzu kommen in beiden Fällen Geldbußen von $125. Der Fahrer kann kostenpflichtig zur Teilnahme im New York Drinking Driver Program (DDP) und zum Einbau einer Alkohol-Zündschlosssperre verpflichtet werden. Wenn er nach der Sperrfrist den Führerschein zurückerwirbt, fällt eine weitere Gebühr von $100 an.
Für Luftfahrzeugführer liegt der Grenzwert in den USA bei 0,4 ‰, während der Grenzwert in Europa meistens bei 0,0 ‰ liegt.

## Aktuelle Kampagnen
- Don’t drug and drive ist eine deutsche Kampagne der Unfallforschung der Versicherer (UDV). Sie informiert über die Auswirkungen einzelner Drogen, erklärt wie eine Drogenkontrolle abläuft und zeigt auf, welche strafrechtlichen und finanziellen Folgen bei Drogenkonsum im Straßenverkehr zu erwarten sind.[47]
- Die Vision Zero in Schweden will die Zahl der Verkehrstoten auf Null senken.
- Nez Rouge ist eine Schweizer Stiftung mit der Zielsetzung, die Zahl der Verkehrsunfälle infolge des Konsums von Medikamenten, Alkohol oder anderen Drogen zu verringern. Hierzu fährt sie während der Festtage die Fahrzeuge von fahruntüchtigen Lenkern kostenlos nach Hause.